# Dihydropyridine
Dihydropyridine (eigenlijk 1,4-dihydropyridine) is een chemische verbinding die bestaat uit een onverzadigde zesring die een stikstofatoom bevat.
Het is de stamverbinding van een groep geneesmiddelen die behoren tot de calciumantagonisten, die gebruikt worden voor de behandeling van hypertensie. Tot deze dihydropyridinederivaten behoren onder meer nifedipine, amlodipine, isradipine, nitrendipine, nimodipine en felodipine.
Andere indicaties voor het gebruik van dihydropyridines:
- premature baarmoedercontracties: nifedipine wordt aangewend als tocolyticum om premature arbeid (partus) te voorkomen.
- subarachnoïdale bloedingen: nimodipine wordt gebruikt om ischemische letsels te voorkomen.

Voor de bereiding van dergelijke gesubstitueerde dihydropyridines is de Hantzsch-pyridinesynthese geschikt.